# Tinley Park
Tinley Park – wieś w Stanach Zjednoczonych, w stanie Illinois, na pograniczu hrabstw Cook i Will. Liczy 53,9 tys. mieszkańców. Trzy czwarte mieszkańców to białe społeczności nielatynoskie (16,2% deklaruje polskie pochodzenie). Leży ok. 35 km na południowy–zachód od Chicago i należy do obszaru metropolitalnego Chicago.
Honorowym obywatelem Tinley Park jest polski pilot i naukowiec dr inż. Radosław Okulski.

## Ludzie urodzeni w Tinley Park
- Christine Magnuson (ur. 1985) – pływaczka, dwukrotna medalistka olimpijska
- Tony Bettenhausen (1916–1961) – kierowca wyścigowy
- Jason Jordan (ur. 1988) – profesjonalny wrestler